# Rohle
Rohle är en ort i Tjeckien.   Den ligger i regionen Olomouc, i den östra delen av landet, 190 km öster om huvudstaden Prag. Rohle ligger 336 meter över havet och antalet invånare är 694.
Terrängen runt Rohle är kuperad åt nordost, men åt sydväst är den platt. Runt Rohle är det ganska tätbefolkat, med 83 invånare per kvadratkilometer. Närmaste större samhälle är Šumperk, 12,1 km norr om Rohle. Omgivningarna runt Rohle är en mosaik av jordbruksmark och naturlig växtlighet.